# Strandgölen
Strandgölen är en sjö i Habo kommun i Västergötland och ingår i Motala ströms huvudavrinningsområde. Sjön har en area på 0,0762 kvadratkilometer och ligger 241,7 meter över havet.

## Delavrinningsområde
Strandgölen ingår i det delavrinningsområde (643699-139883) som SMHI kallar för Utloppet av Strandgölen. Medelhöjden är 248 meter över havet och ytan är 0,38 kvadratkilometer. Det finns inga delavrinningsområden uppströms utan avrinningsområdet är högsta punkten. Vattendraget som avvattnar avrinningsområdet har biflödesordning 3, vilket innebär att vattnet flödar genom totalt 3 vattendrag innan det når havet efter 197 kilometer. Delavrinningsområdet består mestadels av skog (80 %). Avrinningsområdet har 0,08 kvadratkilometer vattenytor vilket ger det en sjöprocent på 20,2 %.